# Малинин, Илья
Илья Малинин (англ. Ilia Malinin; род. 2 декабря 2004 года, Фэрфакс) — американский фигурист, выступающий в одиночном катании. Двукратный чемпион мира (2024, 2025), бронзовый призёр чемпионата мира (2023), двукратный победитель финала Гран-при (2023, 2024), бронзовый призёр финала Гран-при (2022), трёхкратный чемпион США (2023, 2024, 2025), серебряный призёр чемпионата США (2022), чемпион мира среди юниоров (2022), победитель командного чемпионата мира (2023, 2025).
Малинин — первый в истории фигурист, которому удалось успешно выполнить на соревнованиях четверной аксель. Первый и единственный в истории фигурист, исполнивший четверной аксель в короткой программе. Первый и единственный в истории фигурист, исполнивший все четверные прыжки на соревнованиях: аксель, риттбергер, сальхов, лутц, тулуп и флип. Второй фигурист в истории (после Нейтана Чена), приземливший шесть четверных прыжков в одной программе. Текущий обладатель мирового рекорда за произвольную программу.
По состоянию на 30 марта 2025 года занимает 1-е место в рейтинге Международного союза конькобежцев.

## Биография
Илья родился 2 декабря 2004 года в Фэрфаксе (Виргиния) в семье фигуристов Татьяны Малининой и Романа Скорнякова, выступавших на чемпионатах СССР и России, а на международном уровне за Узбекистан. Работали с российским тренером Игорем Ксенофонтовым. Младшая сестра Елизавета тоже занимается фигурным катанием.
Малинин начал заниматься фигурным катанием в раннем возрасте. Тренируется под руководством родителей, также работает с Рафаэлем Арутюняном, приведшем Нейтана Чена к победе на Олимпийских играх 2022.
В 2023 году окончил среднюю школу им. Джорджа К. Маршалла, любимым предметом называл физику. Посещает школу танцев университета Джорджа Мейсона, а также онлайн-уроки по математике и экономике. Свободно говорит на английском и русском языках.

## Карьера

### Сезон 2019—2020
Малинин дебютировал на международной арене летом 2019 года, выиграв турнир Philadelphia Summer International. В ходе юниорской серии Гран-при он занял четвёртое место на этапе в США и седьмое — на этапе в Италии. На своем дебютном чемпионате мира среди юниоров Малинин занял 13-е место в короткой программе, 18-е место в произвольной программе и 16-е место в итоге.

### Сезон 2020—2021
Из-за пандемии COVID-19 юниорская серия Гран-при 2020/21, в которой должен был участвовать Малинин, была отменена. В октябре Илья дебютировал на взрослом этапе Гран-при — Skate America — и неожиданно занял 5-е место, чисто исполнив четверной тулуп и четверной сальхов. Малинин не смог принять участие в чемпионате США 2021 из-за травмы.

### Сезон 2021—2022
Малинин выиграл два этапа Гран-при среди юниоров — в Куршевеле и Линце — и отобрался в финал серии. Однако соревнования были отменены из-за ужесточения антикоронавирусных ограничений в Японии.
В ноябре Малинин выступил в Граце на Кубке Австрии — турнире серии «Челленджер». В короткой программе он показал только 13-й результат, но смог реабилитироваться в произвольной программе, заняв второе место, что позволило ему завоевать бронзовую медаль.
В январе на чемпионате США Малинин безупречно откатал короткую программу, чисто исполнив четверной лутц и каскад с четверным тулупом, и занял промежуточное третье место. В произвольной программе он выдал феноменальный прокат, чисто исполнив четыре четверных прыжка (лутц, два тулупа и сальхов), и завоевал серебро с общим баллом 302,48, уступив только Нейтану Чену. Несмотря на серебряную медаль национального первенства, Малинин не был включён в состав мужской команды США на Игры в Пекине. По решению местной федерации фигурного катания третья олимпийская путевка досталась Джейсону Брауну, а Малинин остался первым в списке запасных.
В марте выступил на чемпионате мира. В короткой программе исполнил четверной лутц, каскад четверной тулуп — тройной тулуп и тройной аксель, за прокат получил 100,16 баллов и стал 9-м фигуристом, набравшими больше 100 баллов за короткую программу. После короткой программы занимал промежуточное 4-е место, в произвольной программе выступил не совсем удачно и по итогам турнира занял девятое место.
На юниорском чемпионате мира чисто откатал короткую программу и установил новый мировой рекорд среди юниоров — 88,99 баллов. В произвольной программе допустил помарку при приземлении с четверного лутца, остальные элементы исполнил без ошибок и набрал 187,12 баллов. Также установил новый мировой рекорд среди юниоров в произвольной программе и по сумме двух программ. С общим результатом 276,11 баллов Малинин стал чемпионом мира среди юниоров.

### Сезон 2022—2023
В сентябре 2022 года на турнире U.S. International Classic в Лейк-Плэсиде Малинин первым в истории чисто исполнил четверной аксель на соревновании. При базовой стоимости четверного акселя в 12,50 баллов за качество исполнения судьи оценили прыжок на +1,00 балл, итого за прыжок Малинин получил 13,50 баллов. За исполнение четверного акселя был включён в «Книгу рекордов Гиннеса».
На этапе Гран-при Skate America занимал четвёртое место после короткой программы, в произвольной программе вновь на положительные оценки исполнил четверной аксель, а также ещё четыре четверных прыжка (но упал с каскада), улучшил свой результат в произвольной программе и по сумме двух программ и с общим результатом 280,37 баллов одержал первую победу на этапе Гран-при, став самым молодым победителем Skate America среди мужчин. На Grand Prix Espoo после короткой программы занимал второе место, выиграл произвольную программу и с общей суммой 278,39 баллов выиграл турнир и квалифицировался в финал Гран-при в Турине. В финале Гран-при из-за допущенных ошибок после короткой программы занимал пятое место. В произвольной программе исполнил пять четверных прыжков, а также каскад тройной флип — тройной тулуп и тройной флип — тройной аксель, и стал вторым, набрав 191,84 балла. По итогам двух программ завоевал бронзовую медаль.
На чемпионате США 2023 года чисто исполнил короткую программу и выиграл её. В произвольной программе допустил много ошибок и стал вторым, уступив 0,40 балла Эндрю Торгашеву. По общим результатам двух программ завоевал золотую медаль и впервые в своей карьере стал чемпионом США.
На чемпионате мира в Сайтаме в короткой программе исполнил каскад из четверного лутца и тройного тулупа, четверной тулуп и тройной аксель, улучшил свой лучший результат, установленный на прошлом чемпионате мира, и занял промежуточное второе место. В произвольной программе попытался исполнить шесть четверных прыжков: четверной аксель, четверной флип и четверной лутц (ошибся на приземлении), четверной сальхов, каскад четверной лутц — ойлер — тройной сальхов, каскад из четверного тулупа и тройного тулупа, а также секвенцию тройной лутц — тройной аксель, набрал 188,06 балла и стал третьим в произвольной программе, уступив Сёме Уно и Чха Джунхвану. За две программы набрал 288,44 балла и завоевал бронзовую медаль.

### Сезон 2023—2024
Малинин завоевал золотую медаль на турнире серии «Челленджер» — Autumn Classic International 2023, который стал его первым международным стартом в сезоне. Его пригласили принять участие в соревнованиях в составе команды Северной Америки на Japan Open, и он выиграл в мужском сегменте, а команда заняла второе место в общем зачёте.
На первом этапе Гран-при Skate America выиграл короткую программу, опередив Кевина Эймоза почти на семь баллов.
Также он исполнил все свои прыжки в произвольной программе, установив новые личные рекорды в этом сегменте (206,41) и в сумме (310,47), впервые преодолев барьеры в 200 и 300 баллов на международном уровне.
Малинин завоевал серебряную медаль на этапе Гран-при Франции, уступив фигуристу Адаму Сяо Хим Фа, и квалифицировался в финал Гран-при в Пекине. В финале Гран-при успешно исполнил четверной аксель во время своей короткой программы: это был первый случай в истории, когда кто-либо из фигуристов исполнял этот прыжок в короткой программе. На предыдущих соревнованиях Малинин тоже успешно исполнял четверные аксели, но только в произвольной программе. В произвольной программе в финале Гран-при успешно исполнил четверной риттбергер, став первым фигуристом, исполнившим все шесть видов четверных прыжков на соревнованиях: аксель, риттбергер, сальхов, лутц, тулуп и флип. В итоге одержал победу на соревновании.

## Программы
| Сезон     | Короткая программа                                                                                 | Произвольная программа                                                                     | Показательные выступления                                                     |
| --------- | -------------------------------------------------------------------------------------------------- | ------------------------------------------------------------------------------------------ | ----------------------------------------------------------------------------- |
| 2024—2025 | - «Running» NF хореография: Ше-Линн Бурн                                                           | - «I’m Not a Vampire» Falling in Reverse хореография: Ше-Линн Бурн                         | - «Cage of Bones» Son Lux                                                     |
| 2023—2024 | - «Малагенья» в исполнении Рони Бенисе хореография: Ше-Линн Бурн                                   | - «Наследники» (саундтрек из телесериала) Николас Брителл хореография: Ше-Линн Бурн        | - «Hope» NF - «I Got You» Джеймс Браун - «Tout l’univers» Gjon’s Tears        |
| 2022—2023 | - «I Put a Spell on You» в исполнении Гару хореография: Юрий Разгуляев                             | - «Эйфория» (саундтрек из телесериала) Labrinth хореография: Ше-Линн Бурн                  | - «All You Ever Wanted» Rag’n’Bone Man - «The Search» NF - «Jealous» Labrinth |
| 2021—2022 | - «Billie Jean» в исполнении Дэвида Кука хореография: Ирина Романова                               | - «Nobody Knows» Autograf - «Golden Age» Woodkid хореография: Виктор Пфайфер               |                                                                               |
| 2020—2021 | - «Billie Jean» в исполнении Дэвида Кука хореография: Ирина Романова                               | - «Nobody Knows» Autograf - «Golden Age» Woodkid хореография: Виктор Пфайфер               |                                                                               |
| 2019—2020 | - «Make It Rain» (из сериала «Сыны Анархии») в исполнении Эда Ширана хореография: Татьяна Малинина | - «Writing's on the Wall» (из фильма «007: Спектр») Сэм Смит хореография: Татьяна Малинина |                                                                               |

## Спортивные достижения
| Соревнования                              | 18/19         | 19/20         | 20/21         | 21/22         | 22/23         | 23/24         | 24/25         |
| Международные                             | Международные | Международные | Международные | Международные | Международные | Международные | Международные |
| ----------------------------------------- | ------------- | ------------- | ------------- | ------------- | ------------- | ------------- | ------------- |
| Чемпионат мира                            |               |               |               | 9             | 3             | 1             | 1             |
| Финал Гран-при                            |               |               |               |               | 3             | 1             | 1             |
| Этап Гран-при. Skate America              |               |               | 5             |               | 1             | 1             | 1             |
| Этап Гран-при. Skate Canada               |               |               |               |               |               |               | 1             |
| Этап Гран-при. Финляндия                  |               |               |               |               | 1             |               |               |
| Этап Гран-при. Франция                    |               |               |               |               |               | 2             |               |
| Челленджер. U.S. Classic                  |               |               |               |               | 1             |               |               |
| Челленджер. Autumn Classic                |               |               |               |               |               | 1             |               |
| Челленджер. Ice Challenge                 |               |               |               | 3             |               |               |               |
| Челленджер. Lombardia Trophy              |               |               |               |               |               |               | 1             |
| Challenge Cup                             |               |               |               | 1             |               |               |               |
| Командные                                 |               |               |               |               |               |               |               |
| Командный чемпионат мира                  |               |               |               |               | 1             |               | 1             |
| Japan Open                                |               |               |               |               | 2             | 2             |               |
| Международные среди юниоров               |               |               |               |               |               |               |               |
| Чемпионат мира среди юниоров              |               | 16            |               | 1             |               |               |               |
| Финал юниорского Гран-при                 |               |               |               | C             |               |               |               |
| Этап Гран-при среди юниоров: Австрия      |               |               |               | 1             |               |               |               |
| Этап Гран-при среди юниоров: Франция      |               |               |               | 1             |               |               |               |
| Этап Гран-при среди юниоров: Италия       |               | 7             |               |               |               |               |               |
| Этап Гран-при среди юниоров: США          |               | 4             |               |               |               |               |               |
| Philadelphia Summer                       |               | 1             |               |               |               |               |               |
| Международные среди новичков              |               |               |               |               |               |               |               |
| Asian Open                                | 1             |               |               |               |               |               |               |
| Золотой медведь Загреба                   | 2             |               |               |               |               |               |               |
| Национальные                              |               |               |               |               |               |               |               |
| Чемпионат США                             | 3 N           |               |               | 2             | 1             | 1             | 1             |
| Eastern Sectional                         | 1 N           | 2 J           |               |               |               |               |               |
| South Atlantic                            | 2 N           |               |               |               |               |               |               |
| N = уровень новичков; J = уровень юниоров |               |               |               |               |               |               |               |

### Подробные результаты
На чемпионатах ИСУ награждают малыми медалями за короткую и произвольную программы. Текущие лучшие персональные результаты по системе ИСУ выделены жирным курсивом. К — командный результат; Л — результат в личном зачёте.
| Сезон 2023—2024             | Сезон 2023—2024                        | Сезон 2023—2024 | Сезон 2023—2024 | Сезон 2023—2024 | Сезон 2023—2024 |
| Дата                        | Соревнование                           | КП              | ПП              | Сумма           |                 |
| --------------------------- | -------------------------------------- | --------------- | --------------- | --------------- | --------------- |
| 18-24 марта 2024 г.         | Чемпионат мира 2024                    | 3 105,97        | 1 227,79 (WR)   | 1 333,76        |                 |
| 22-28 января 2024 г.        | Чемпионат США 2024                     | 1 108,57        | 1 185,78        | 1 294,35        |                 |
| 7—10 декабря 2023 г.        | Финал Гран-при 2023                    | 1 106,90        | 1 207,76        | 1 314,66        |                 |
| 3—5 ноября 2023 г.          | Grand Prix de France 2023              | 1 101,58        | 2 203,10        | 2 304,68        |                 |
| 20—22 октября 2023 г.       | Skate America 2023                     | 1 104,06        | 1 206,41        | 1 310,47        |                 |
| 8 октября 2023 г.           | Japan Open 2023                        | —               | 1 193,91        | 2К / 1Л         |                 |
| 14-16 сентября 2023 г.      | Autumn Classic 2023                    | 1 100,87        | 1 180,81        | 1 281,68        |                 |
| Сезон 2022—2023             |                                        |                 |                 |                 |                 |
| Дата                        | Соревнование                           | КП              | ПП              | Сумма           |                 |
| 13-16 апреля 2023 г.        | Командный чемпионат мира 2023          | 1 105,90        | 5 173,64        | 1К / 2Л 279,54  |                 |
| 20-26 марта 2023 г.         | Чемпионат мира 2023                    | 2 100,38        | 3 188,06        | 3 288,44        |                 |
| 23-29 января 2023 г.        | Чемпионат США 2023                     | 1 110,36        | 2 177,38        | 1 287,74        |                 |
| 8-11 декабря 2022 г.        | Финал Гран-при 2022                    | 5 80,10         | 2 191,84        | 3 271,94        |                 |
| 25-27 ноября 2022 г.        | Grand Prix Espoo 2022                  | 2 85,57         | 1 192,82        | 1 278,39        |                 |
| 21-23 октября 2022 г.       | Skate America 2022                     | 4 86,08         | 1 194,29        | 1 280,37        |                 |
| 8 октября 2022 г.           | Japan Open 2022                        | —               | 2 193,42        | 2К / 2Л         |                 |
| 12-16 сентября 2022 г.      | U.S. Classic 2022                      | 6 71,84         | 1 185,44        | 1 257,28        |                 |
| Сезон 2021—2022             |                                        |                 |                 |                 |                 |
| Дата                        | Соревнование                           | КП              | ПП              | Сумма           |                 |
| 12-17 апреля 2022 г.        | Чемпионат мира среди юниоров 2022      | 1 88,99         | 1 187,12        | 1 276,11        |                 |
| 21-27 марта 2022 г.         | Чемпионат мира 2022                    | 4 100,16        | 11 163,63       | 9 263,79        |                 |
| 24-27 февраля 2022 г.       | Challenge Cup 2022                     | 2 84,55         | 1 176,14        | 1 260,69        |                 |
| 3-9 января 2022 г.          | Чемпионат США 2022                     | 3 103,46        | 2 199,01        | 2 302,48        |                 |
| 11-14 ноября 2021 г.        | Cup of Austria 2021                    | 13 67,58        | 2 154,97        | 3 222,55        |                 |
| 6-9 октября 2021 г.         | Этап Гран-при среди юниоров: Австрия   | 1 81,31         | 1 164,04        | 1 245,35        |                 |
| 18-21 августа 2021 г.       | Этап Гран-при среди юниоров: Франция   | 1 80,07         | 1 134,57        | 1 214,64        |                 |
| Сезон 2020—2021             |                                        |                 |                 |                 |                 |
| Дата                        | Соревнование                           | КП              | ПП              | Сумма           |                 |
| 23-24 октября 2020 г.       | Skate America 2020                     | 7 76,75         | 5 143,56        | 5 220,31        |                 |
| Сезон 2019—2020             |                                        |                 |                 |                 |                 |
| Дата                        | Соревнование                           | КП              | ПП              | Сумма           |                 |
| 2-8 марта 2020 г.           | Чемпионат мира среди юниоров 2020      | 13 74,02        | 18 121,95       | 16 195,97       |                 |
| 12-16 ноября 2019 г.        | Eastern Sectional Championships 2020   | 3 68,09         | 1 134,08        | 2 202,17        |                 |
| 2-5 октября 2019 г.         | Этап Гран-при среди юниоров: Италия    | 4 72,19         | 7 131,28        | 7 203,47        |                 |
| 28-31 августа 2019 г.       | Этап Гран-при среди юниоров: США       | 3 71,34         | 3 130,38        | 4 201,72        |                 |
| 29 июля — 3 августа 2019 г. | Philadelphia Summer International 2019 | 1 71,50         | 1 130,34        | 1 201,84        |                 |